# Archoleptoneta stridulans
Archoleptoneta stridulans är en spindelart som beskrevs av Norman I. Platnick 1994. Archoleptoneta stridulans ingår i släktet Archoleptoneta och familjen Leptonetidae.
Artens utbredningsområde är Panama. Inga underarter finns listade i Catalogue of Life.